# Tar-Vabriga
Tar-Vabriga (tal. Torre-Abrega) je općina na zapadnom dijelu Hrvatske. Nalazi se na sjeverozapadnom dijelu Istarske županije. Nastala je 2006. izdvajanjem iz sastava Grada Poreča.

## Općinska naselja
U sastavu općine je 6 naselja (stanje 2006.): Frata (Fratta), Gedići (Ghedda), Perci (Perzi), Rošini (Villa Rossa ili Rossini), Tar (Torre) i Vabriga (Abrega).

## Zemljopis
Danas su Tar i Vabriga, šireći se jedan prema drugome, postali jedno naselje; dijeli ih tek prometnica Pula - Trst. Povijesno bi bilo točnije reći - tri naselja: Tar, Frata, Vabriga, no Frata je već južno predgrađe Tara.

## Stanovništvo
Prema popisu iz 2021. u općini živi 2.148 stanovnika.

## Uprava
Lokalnu predstavničku vlast ima općinsko vijeće od 11 članova-vijećnika, biranih na četverogodišnji mandat. Veći dio izvršne vlasti obavlja izravno birani načelnik. 

## Povijest
U prošlosti su to bile tri župe, tri zvonika, tri crkve: Sv. Martina, Sv. Mihovila, Sv. Antona. Preci Tarčana i Vabrižana umješno su izabrali mjesto za svoje život. Plodna je to visoravan (112 metara nadmorske visine), koja se s jugozapada blago spušta ka suncu i moru, a sa sjeverne strane strmo ka ušću rijeke Mirne. Prekrasan je to vidikovac: na sjeveru Novigrad, a na jugu Poreč. Za vedrijeg vremena vide se Alpe, a s tarskog zvonika pogled seže i do zvonika Sv. Marka u Veneciji, koji mu je sučelice, s onu stranu Jadrana. Općina je ustrojena 2006. godine, izdvajanjem iz sastava grada Poreča.

## Gospodarstvo
Gospodarstvo Tara-Vabrige vezano je uglavnom uz turizam, kako uz iznajmljivanje privatnog smještaja, tako uz turističko naselje Lanterna udaljeno 3 km. Ribarstvo i ugostiteljstvo su na drugom mjestu po zastupljenosti, a žitelji se u novije vrijeme sve više bavi poljoprivredom i maslinarstvom. Većina stanovništva vezana je uz rad u Poreču.

## Spomenici i znamenitosti
Na tom mikro-prostoru kao da je sublimirana sva povijest: jasno vidljivi tragovi stopa dinosaura, stari šezdesetak milijuna godina, otkrivene kosti i kljove mamuta, gradine pretpovijesnih ljudi. Podno Tara i Vabrige, u Červaru i Larunu, i danas se vrše arheološka iskapanja. Na svijetlo dana izlaze rimske ville rusticae, uljare, ladanjske vile patricija i carskih obitelji, "tvornice" amfora, potopljene luke i gatovi.
U župnoj crkvi  Sv. Martina u Taru, bogatoj prelijepim palama i skulpturama svetaca, ljeti se održavaju koncerti klasične glazbe. Ta je crkva proširena i obnovljena početkom 19. stoljeća u spomen dolaska pape u obližnju Tarsku valu. O tome svjedoči kameni latinski natpis na zabatu iznad ulaznih vratiju crkve:
NJEGOVA SVETOST PAPA PIO VII. BIO JE U LUCI TARSKE VALE 13. I 14. LIPNJA 1800.
U crkvi Sv. Antona u Vabrigi dvije su slike majstora Zorzi Venture iz 1602. godine. Fratu krasi romanički zvonik iz 13. stoljeća.

## Obrazovanje
U općini djeluju dvije škole i dječji vrtić.

## Kultura
Zlatko Prica (1916. – 2003.), jedan od vodećih hrvatskih slikara u razdoblju nakon Drugog svjetskog rata kroz nekoliko je desetljeća nalazio inspiraciju na tarskom području te rado slikao u uvali Santa Marina. U Taru je uredio kuću i atelje, u ono vrijeme okruženu prostranim tratinama. Smatrao je Tar jednim od svojih nekoliko zavičaja, uz Pečuh, Samobor i Zagreb.
Slikarova kuća u kojoj se još uvijek nalaze i neki od Pricinih osobnih predmeta i kistova, povremeno je bila mjesto održavanja međunarodne likovne kolonije. Značajno mjesto u Pricinom opusu zauzima tarski ciklus (1971. – 1992.), ulja na platnu s karakterističnim motivima ljudi u priobalju. 

## Šport
Najstariji sportski klub na području Tara i Vabrige je NK Istra Tar, osnovan 31.8.1968. godine pod nazivom Sportsko društvo "Istra" Tar-Vabriga sa sjedištem u Taru. Uz njega djeluju još odbojkaški, stolnoteniski te golf klub. U Taru je sjedište dvaju županijskih saveza: Istarskog golf saveza i Teniskog saveza Istarske županije.   
Uz cestu Poreč-Novigrad je staza za karting. 

## Udruge
Osim sportskih klubova, na tarskom su području registrirane i Zajednica Talijana "Giovanni Palma", ekološka udruga "Novi val", udruga ugostitelja "Tri gušta", Dobrovoljno vatrogasno društvo Tar-Vabriga, udruga privatnih iznajmljivača turističkih kapaciteta, udruga maslinara "Olea", udruga ribara "Delfin", udruga "Tim Samuraj" za poticanje zdravog života putem Qigong vježbi (japanskom umjetnošću pokreta) te udruga "Dharma" za promicanje nenasilja, vegetarijanske prehrane i življenja u skladu s prirodom.

## Vanjske poveznice
- Stranice TZ Tar-Vabriga